# Abdomen

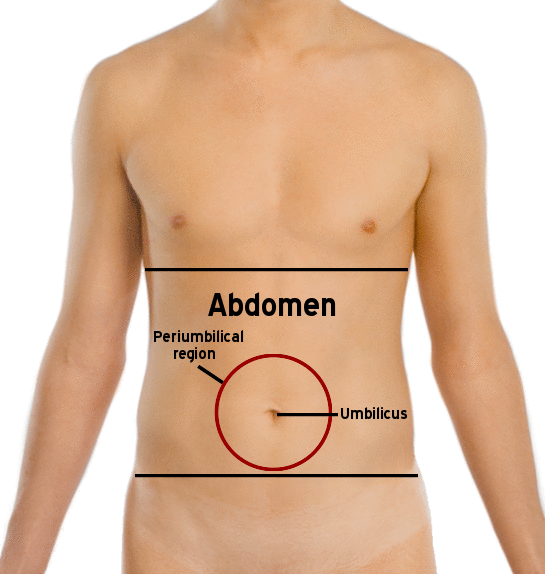
Darstellung des Abdomens

Das Abdomen (von lateinisch abdomen ‚Unterleib in der Gegend des Nabels‘) oder der Bauch ist in der anatomischen Fachsprache der Bereich des Rumpfes zwischen Brustkorb und Becken. Das zugehörige Adjektiv ist abdominal oder (synonym) abdominell.

## Regionen des Abdomens
Die Obergrenze des Bauches kann man auf Höhe der Brustbeinspitze ansetzen, die Untergrenze am Leistenband. Der von Rippen eingefasste Bereich oberhalb des Bauchnabels ist der Oberbauch. Der Bereich ohne knöcherne Elemente ist der Mittelbauch. Der Unterbauch (auch Unterleib) ist wiederum vom Becken eingefasst. Unterteilt man außerdem in Längsrichtung entlang der Außenkanten des geraden Bauchmuskels, so erhält man in der Mitte von oben nach unten die Magenregion, die Nabelregion und die Schamregion und außen die Rippenregion, die Außenregion und die Leistenregion.

## Oberfläche des Abdomens
Auf der Vorderseite, der Bauchwand, tritt je nach Trainingszustand mehr oder weniger deutlich der beiderseits angelegte gerade Bauchmuskel (Musculus rectus abdominis) hervor, der bis zur Höhe des Nabels durch drei querverlaufende schmale Sehnenplatten – intersectiones tendineae – unterbrochen wird („Sixpack“ oder Waschbrettbauch). Das Muskelrelief ist bei den meisten Menschen von einer dicken Fettschicht überlagert, das Unterhautfettgewebe ist besonders bei Männern das größte Fettdepot. Immer gut tastbar ist oben das Brustbein und unten die vordere obere Spitze der Beckenoberkante (Darmbeinstachel, Spina iliaca), von der aus die Haut entlang des Leistenbandes als Grenze zum Bein eingeschnürt erscheint. Im Schambereich kann man die Oberkante des Schambeins mit der Symphyse ertasten.
Etwa in der Mitte des Bauches liegt der Bauchnabel.
Der obere Teil des Bauches wird von den untersten Rippen eingefasst, die auf die Spitze des Brustbeins zulaufen (den Schwertfortsatz). Im unteren Bereich außen befindet sich die Oberkante des Beckens (Crista iliaca).

## Bauchhöhle

Schema der Körperhöhlen

Der Hohlraum des Abdomens wird als Bauchhöhle (auch Bauchraum oder lateinisch Cavitas abdominalis) bezeichnet. Begrenzt wird er nach oben (kranial) vom Zwerchfell, nach unten (kaudal) vom Hüftbein mit der aufgelagerten Muskulatur sowie vom Beckenboden, seitlich und nach vorne (ventral) von der vorderen Bauchwand und nach hinten (dorsal) von der Lendenwirbelsäule, dem Kreuzbein sowie den tiefen Bauchmuskeln.
Ausgekleidet wird die Bauchhöhle durch das parietale Peritoneum, das als Wandblatt der Bauchhöhle deren Außenwände auskleidet und sich als viszerales Peritoneum (Eingeweideblatt) in den Bauch- bzw. Beckenorganen fortsetzt und diese zu einem großen Teil überzieht.
Die Bauchhöhle wird durch das Bauchfell (Peritoneum) unterteilt in die davon umgebene Peritonealhöhle (Cavitas peritonealis), den dorsal davon liegenden Retroperitonealraum (Spatium retroperitoneale) und den kaudal davon liegenden Subperitonealraum (Spatium subperitoneale).
Beckenhöhle (Cavitas pelvis) ist die Bezeichnung für den kaudal der Beckeneingangsebene liegenden Abschnitt der Bauchhöhle. Sie enthält Anteile aller drei zuvor genannten Abschnitte.
Als „abnormer Inhalt“ der Bauchhöhle werden vermehrter Flüssigkeitsgehalt (Aszites), Blut (Hämaskos), Lymphe (Chylaskos) und Gas (Pneumoperitoneum) bezeichnet. Durch eine Perforation der Magenwand kann Mageninhalt, durch eine Perforation des Darms Darminhalt bzw. Kot in die Bauchhöhle gelangen.

### Gesonderte Räume
Durch das Gekröse des Querdarms (das Mesocolon des Colon transversum) wird die Bauchhöhle in den Ober- und Unterbauch geteilt. Mesocolon, Mesenterium und andere Bauchfellduplikaturen unterteilen die Bauchhöhle beim Menschen in mehrere spaltförmige Räume, sogenannte Bauchfellnischen oder -taschen:
Im Oberbauch:
- Die Recessus subphrenici (rechter und linker subphrenischer Spalt) werden durch das Ligamentum falciforme hepatis voneinander getrennt und liegen zwischen Vorderseite der Leber und Unterseite des Zwerchfells.
- Die Recessus oder Sulci paracolici stellen die Fortsetzung dieser Spaltbildungen nach unten dar und werden rechts durch die seitliche Bauchwand und den aufsteigenden, links durch die seitliche Bauchwand und den absteigenden Teil des Dickdarms begrenzt.
- Der Recessus subhepaticus wird oben durch die Unterseite der Leber, unten durch den querverlaufenden Anteil des Dickdarms, den Magen und das kleine Netz Omentum minus begrenzt.
- Die Bursa omentalis als größte Bauchfellnische der Bauchhöhle.
- Der Recessus morisoni wird vorne durch die Rückseite des rechten Leberlappens und hinten durch die retroperitoneal gelegene rechte Niere begrenzt.

Im Unterbauch:
- Über dem Ansatz des Mesenteriums, der sogenannten Mesenterialwurzel gelangt man in den rechten mesenteriokolischen Spalt (Spatium mesenterico-colicum dexter).
- Unter dem Ansatz gelangt man in den linken mesenteriokolischen Spalt (Spatium mesenterico-colicum sinister).
- Der Recessus retrocaecalis liegt hinter dem Blinddarm und ist von dessen Unterseite aus erreichbar.
- Der Recessus intersigmoideus unter dem Colon sigmoideum entspricht dem retroperitonealen Verlauf des linken Harnleiters.

## Bauchorgane
In der Bauchhöhle finden sich verschiedene Organe. Sind die Organe vom Bauchfell überzogen bezeichnet man sie als intraperitoneal, liegen sie dahinter nennt man sie retroperitoneal. Sie können zudem in Ober- und Unterbauchorgane unterteilt werden. Zu den Oberbauchorganen gehören Leber, Gallenblase, Magen, Zwölffingerdarm, Bauchspeicheldrüse und Milz. Zu den Unterbauchorganen gehören der Dünndarm (ohne Zwölffingerdarm) und der Dickdarm (inklusive Quercolon, ohne Rektum). Die Oberfläche der Bauchorgane bzw. deren peritoneale Auskleidung wird von einem dünnen serösen Flüssigkeitsfilm (Liquor peritoenei) überzogen, der die Verschiebbarkeit der Bauch- und Beckenorgane gegeneinander gewährleistet.

### Topografie

Lage einiger Organe

Vorne an der Wirbelsäule läuft der Grenzstrang, der die vegetativen Nervenfasern für die Organe enthält. Links vor der Wirbelsäule liegt die Aorta, die Hauptschlagader, von der alle anderen Arterien (Schlagadern) abzweigen. Rechts vor der Wirbelsäule liegt die untere Hohlvene, die Hauptvene.
Die Leber liegt im rechten und mittleren Oberbauch und schmiegt sich unter die rechte Zwerchfellkuppel. Links daneben liegt der Magen mit seiner zur Leber hin offenen Krümmung. Beide Organe sind zum größeren Teil noch vom Brustkorb bedeckt.
Die Gallenblase liegt unter der Leber versteckt, die kaffeebohnenförmige Milz links hinter dem Magen.
Der Magen setzt sich in den Dünndarm fort, an dessen Anfang die längliche Bauchspeicheldrüse (Pankreas) angewachsen ist, die hinter dem Magen mit der Spitze auf die Milz weist.
Der Dünndarm bildet ein ungeordnetes Gewirr von Darmschlingen, das den Großteil des Mittel- und Unterbauchs ausfüllt. Man unterteilt ihn in drei Abschnitte: Duodenum (Zwölffingerdarm), Jejunum (Leerdarm) und Ileum (Krumm- oder Hüftdarm). Das Ileum mündet im rechten Unterbauch in den Dickdarm.
Der Dickdarm (Colon) hat an seinem Anfang nach unten hin ein rudimentäres, blindes Ende: das Caecum (Blinddarm) mit dem Appendix vermiformis (Wurmfortsatz), dessen Lage sehr unterschiedlich sein kann. Nach oben setzt er sich als Colon ascendens fort und zieht hinauf bis zur Leber. Er ist dort durch die Flexura coli dexter aufgehängt. Als Querkolon (Colon transversum) zieht der Dickdarm dann vor dem Magen und den Dünndarmschlingen auf die linke Seite, wo er an der Flexura coli sinister aufgehängt ist. Von dort steigt er als Colon descendens wieder ab in Richtung Anus. Er bildet damit optisch eine Art Rahmen um die Dünndarmschlingen herum.

### Embryologie
Beim Embryo befinden sich zunächst alle Organe hinter dem Bauchfell, dem Peritoneum, also retroperitoneal. Die Nieren mit den Nebennieren bleiben ebenfalls dort. Der Verdauungskanal (Magen, Dünndarm, Dickdarm; siehe Gastrointestinaltrakt) stülpt sich dann nach vorne in den Peritonealraum (also intraperitoneal) ein, wobei sich dann bestimmte Darmabschnitte wieder hinten an das Bauchfell (sekundär retroperitoneal) anlagern. Aus diesem Grund sind alle Abschnitte des Verdauungskanals über eine Umschlagfalte des Bauchfells, ein sog. Mesenterium, hinten – und im Oberbauch auch vorne – mit der Bauchwand verbunden. Die Leber ist eine Einwachsung in das vordere Mesenterium des Magens, das Mesogastrium; die Milz und das Pankreas sind Einwachsungen in dessen hinteres Mesenterium (beides vgl. Gekröse). Durch die Magendrehungen ist die Leber rechts neben dem Magen zu liegen gekommen; die Bauchspeicheldrüse und die Milz links hinten.
Alle Leitungsbahnen erreichen ihre Zielorgane, sofern diese innerhalb des Peritonealraums liegen, über ein solches Mesenterium.
Die Nieren, die Milz und die Leber haben jeweils eine „Eintrittspforte“, ein sogenanntes Hilum, also eine Einbuchtung an der nach innen weisenden Seite, über die alle Leitungsbahnen das Organ erreichen oder verlassen.

## Bauchschmerzen
Als Ursache von Bauchschmerzen kommen Erkrankungen von Organen (wie etwa Bauchspeicheldrüse oder Gallenblase) des Bauchraumes bzw. der Bauchhöhle sowie (intraabdominelle) Infektionen (zum Beispiel Bauchfellentzündung, Gallengangsentzündung oder intraabdominelle Abszesse) im Bauchraum, Krankheiten, die sich außerhalb des Bauchraumes abspielen, aber auch Missempfindungen, die durch psychische Erkrankungen ausgelöst werden, in Frage. Organische Schmerzen können meistens nur grob als Oberbauchschmerz, Schmerz im mittleren Bauch und Unterbauchschmerz angegeben werden. Auch ein Hodenschmerz kann sich in den Bauchbereich projizieren (z. B. Hodenverdrehung). Ein Herzinfarkt kann sich ebenfalls selten als Oberbauchschmerz äußern (siehe auch Head-Zone). Ein Schmerz auf der Haut oder in der Leibeswand (Muskelverspannung) kann dagegen genauer lokalisiert werden.

## Untersuchung des Abdomens
Die Untersuchung des Abdomens erfolgt initial durch Erfragen der Beschwerden (Anamnese), Inspektion (Betrachten), Auskultation (Abhören), Perkussion (Abklopfen), Palpation (Abtasten) sowie eine Blutuntersuchung. Je nach Ergebnis dieser Untersuchung können bildgebende Verfahren wie konventionelles Röntgen, die Sonografie, die Computertomografie (CT) oder MRT einen Einblick ins Innenleben verschaffen.
Bei der Inspektion des Abdomens können unter anderem festgestellt werden
- Einziehungen des Bauches (passive oder – beim Kahnbauch – aktive Einziehung der Bauchdecken)
- Vorwölbung des Bauches, bedingt etwa durch
  - die Fettverteilung
  - Aszites (Flüssigkeitsansammlung im Bauch)
  - Meteorismus (Blähung des Abdomens)
- die Beckenform
- Behaarung und Pigmentierung
- abnorme Gefäßzeichnung der Bauchwand (insbesondere Blutgefäßerweiterungen)

## Film
- Der kluge Bauch, unser zweites Gehirn. Regie: Cécile Denjean. Arte, Frankreich, 2013